# Skandha
Skandha (Sanskrit: स्कन्ध; Pāli: खन्ध, khandha; Deutsch: Anhäufung, Ansammlung, Aggregat) ist ein Schlüsselbegriff der buddhistischen Lehre. Die Lehre von den fünf Skandhas ergänzt die Lehre von den Drei Daseinsmerkmalen und dient dem Verständnis des Erleuchtungsweges. Das menschliche Dasein kann demnach über fünf Faktoren beschrieben werden. Dies sind die Empfindungen des materiellen Körpers mit seinen Sinnesorganen, die Gefühle, die Wahrnehmung, die Geistesformationen und schließlich das Bewusstsein. Das „Anhaften an die fünf Aggregate“ (Sanskrit Pañcaupādānaskandhāḥ) wird im Buddhismus als Ursache von Dukkha (Leid) gesehen. Zudem besteht ein Zusammenhang mit der Lehre von Anatta (Nicht-Selbst). Diese besagt, dass jenseits der fünf Skandhas, welche ständiger Veränderung unterworfen sind, kein permanentes und unveränderliches Selbst existiert. Bereits in einer seiner ersten Lehrreden, in der „Lehrrede von den Kennzeichen der Nicht-Seele“ (SN 22.59), legte der Buddha dar, dass kein Bestandteil einer Person die Merkmale einer festen Seele aufweist. Der Leib-Seele-Dualismus nach westlichem Menschenbild unterscheidet sich insoweit vom buddhistischen Menschenbild.

## Die einzelnen Skandhas
Die menschliche Persönlichkeit kann vollständig durch die folgenden fünf Daseinsfaktoren definiert werden:

### Körperlichkeitsgruppe (skt./p.rūpa)
Der materielle Körper, einschließlich der sechs Sinnesorgane der buddhistischen Philosophie: Auge, Ohr, Nase, Zunge, Tastsinn und Denkorgan. Er besteht aus den vier Grundelementen (Festes, Flüssiges, Wärme und Bewegung) und weiterhin aus den von den vier Grundelementen abhängigen Körperlichkeiten (upadaya-rupa). Diese Gruppe beinhaltet also den ganzen inneren sowie äußeren Bereich der Materie nebst der Daseinsgruppe Körperlichkeit.

### Gefühlsgruppe (skt./p.vedanā)
Alle unsere drei Empfindungen, angenehm, unangenehm und neutral, die wir durch Berührung der körperlichen und geistigen Organe mit der äußeren Welt erfahren, gehören zur zweiten Daseinsgruppe. Sie sind die erste, eher passive und instinktive Reaktion. Sie entstehen in sechsfacher Art durch Berührung des Auges mit den sichtbaren Formen, des Ohres mit den Tönen, der Nase mit dem Geruch, der Zunge mit dem Geschmack, des Körpers mit den Tastorganen, des Geistes mit den Geist-Objekten bzw. Gedanken oder Vorstellungen (nach buddhistischer Philosophie das sechste Kontaktorgan).
Alle unsere körperlichen und geistigen Empfindungen sind in dieser Gruppe enthalten.

### Wahrnehmungsgruppe (skt.samjñā, p.saññā)
Wahrnehmungen und Identifikationen äußerer Objekte im Geist des Betrachters, die der Mensch als Farben, Töne, Gerüche und Bilder aufnimmt und unterscheidet. Sie sind komplexer und aktiver als die Empfindungen. Sie werden gleich den Gefühlen durch die Berührung unserer sechs Sinne mit der äußeren Welt erzeugt. Die Wahrnehmung ist es, die die Dinge erkennt, ihrer gewahr wird, gleich ob sie nun körperlich oder geistig sind.

### Geistesformationsgruppe (skt.samskāra, p.samkaraauch:sankhāra)
Alle heilsamen und unheilsamen (guten und schlechten) Willenstätigkeiten sind hier eingeschlossen. Interessen, Willensregungen, Sehnsüchte und Tatabsichten. Der Mensch reagiert und interpretiert die Wahrnehmungen. Dieser vierten Gruppe kommt eine herausragende Bedeutung für die zukünftige Existenz zu, denn hier entstehen Vorstellungen, Begierden und Sehnsüchte, die das Handeln beeinflussen und bei deren Erfüllung neues Karma angehäuft wird.
Buddha definiert Karma mit Wollen (cetana): „Wollen, Ihr Mönche, nenne ich Karma.“ Nachdem man gewollt hat, handelt man durch Körper, Rede und Geist. Wollen ist geistiges Bauen, geistige Tätigkeit. Seine Aufgabe besteht darin, den Geist in Bereiche der guten, der neutralen und der schlechten Handlung zu leiten.
Wie bei der Gefühlsgruppe und der Wahrnehmungsgruppe gibt es sechs Arten von „Wollen“, die mit den sechs inneren Fähigkeiten und den entsprechenden sechs Objekten (körperlich & geistig) in der äußeren Welt verbunden sind. Gefühle und Wahrnehmungen sind keine Willenstätigkeit und haben keine Karmafolgen. Nur Willenstätigkeiten wie Aufmerksamkeit, Entschlossenheit, Vertrauen, Konzentration oder Sammlung, Weisheit, Tatkraft, Begierde, Widerstreben oder Hass, Unwissen, Dünkel, Persönlichkeitsglaube usw. können karmische Wirkungen haben.

### Bewusstseinsgruppe (skt.vijñāna, p.viññāna)
Bewusstsein entsteht durch das Gewahrwerden der Samskaras. Es ist die Summe der vier ersten Daseinsfaktoren. Ein „Selbst“ entsteht, in dem die Außenwelt nicht erfasst wird, sondern das die Außenwelt in sich entstehen lässt („projiziert“). Bewusstsein ist eine Reaktion oder Antwort, die eine der sechs Fähigkeiten (Auge, Ohr, Nase, Zunge, Körper und Geist) als Grundlage und eine der entsprechenden äußeren Erscheinungen (sichtbare Form, Ton, Geruch, Geschmack, Tastobjekte und Geistobjekte d. h. eine Vorstellung oder einen Gedanken) zum Objekt hat. Sehbewusstsein hat das Auge als Grundlage und eine sichtbare Form als Objekt. Denkbewusstsein hat den Geist als Grundlage und ein Geistobjekt, d. h. eine Vorstellung oder einen Gedanken, als Objekt. Bewusstsein ist daher mit anderen Fähigkeiten verbunden. Wie beim Gefühl, bei der Wahrnehmung und beim Wollen gibt es also auch beim Bewusstsein sechs Arten, entsprechend den sechs inneren Fähigkeiten und den sechs äußeren Objekten.

## Erläuterung
Der Begriff der Geistesformation ist äußerst komplex und umfasst: Willensakte und -impulse, Wahrnehmungsakte und -modi, Gefühle und Empfindungen, Verhaltensweisen und Haltungen sowie Sichtweisen (Einstellungen, Selbst-Bilder).
Diese fünf Faktoren sind wechselnd und für den Untrainierten größtenteils nicht steuerbar, rasch vergänglich und abhängig voneinander, so dass auch der Mensch ihren Veränderungen unterworfen ist. Er ist ein dauernd wechselnder Prozess und keine dauerhafte Substanz. Somit hat der Mensch auch keine unsterbliche Seele und keine Persönlichkeit, die sein Handeln und Denken bestimmt, also kein „Ich“. Buddha war absolut von der Vergänglichkeit der Menschen überzeugt. Wiedergeboren wird allein das im vorigen Leben angesammelte Karma. Nach der Wiedergeburt ändern sich die fünf Daseinsfaktoren aufgrund eines anderen Umfelds wieder völlig.
Diese Lehre hängt eng mit der Lehre vom Leid („Dukkha“) zusammen. Nur wenn das „Ich“ als frei von dauerhafter Substanz erkannt wird („Anatta“), kann man die Ich-Sucht verlieren und Befreiung vom Leben und damit vom Leid finden.
Entsprechend der buddhistischen Lehre gilt es also, das Haften an ein dauerhaftes Ich beziehungsweise das Glauben an ein beständiges Selbst aufzugeben, weil dies zu Gier, Hass und Verblendung führt. Dadurch kann das momentane Karma aufgelöst werden, welches das Erfahren von Nirwana verhindert.

## Leerheit
Wenn man diese Komponenten untersucht, aus denen wir gemäß der Lehre des Buddha zusammengesetzt sind, können wir feststellen, dass darin kein „Ich“ und kein festes Selbst zu entdecken sind. Häufig wird hier das Gleichnis eines Wagens verwendet, der nur eine bestimmte Zusammenstellung von Einzelteilen ist, „Wagen“ ist nur ein Name, geht man in seine Tiefe (seine Einzelteile), so ist er nicht mehr vorhanden. Spezielle Kontemplationen und Meditationen mit den fünf Skandhas fördern diese Erkenntnisse.
Für gewöhnlich betrachten wir uns aber als eine feste Einheit, was der Buddha als Haupthindernis auf dem Weg zur Erleuchtung bezeichnet hat. In dieser illusorischen Annahme eines festen „Ichs“ ist die Ursache allen Leidens zu erkennen.

## Audio
- Shamar Rinpoche: Die 5 Skandhas. 28.–30. Juli 2006. Tibetisch/Übersetzung deutsch. Ca. 200 MB, 5 Stunden. .mp3-Datei